# Christopher Poole
Christopher Poole   (Nova York, 1989), conegut a Internet com moot, és un empresari nord-americà d'Internet. Va fundar el tauler d'imatges anònim en anglès 4chan l'octubre de 2003 i va exercir com a administrador principal del lloc durant més d'onze anys abans de deixar el càrrec el gener de 2015. Va treballar a Google del 2016 al 2021.

## 4chan
L'abril de 2009, Poole va ser votat com la persona més influent del món de 2008 per una enquesta oberta a Internet realitzada per Time. Els resultats es van qüestionar fins i tot abans de completar l'enquesta, però, ja que es van utilitzar programes de votació automatitzats i es podia influir en el vot. La interferència de 4chan amb el vot semblava cada cop més probable, més quan es va comprovar que la acròstic dels 21 primers candidats de l'enquesta expressava una frase que contenia dos memes de 4chan: "mARBLECAKE. ALSO, THE GAME.".
El 12 de setembre de 2009, Poole va donar una xerrada sobre com 4chan té una reputació com un "Fàbrica de Mems" al Paraflows Symposium a Viena, Àustria, que va ser part dels 09 Paraflows festival, de temàtica Urbana Hacking. En aquesta xerrada, Poole ho va atribuir principalment al sistema anònim i a la manca de retenció de dades al lloc web ("El lloc no té memòria"). La seva ponència es va publicar en lectura acadèmica a Mind and Matter: Comparative Approaches to Complexity (editat per Günther Friesinger, Johannes Grenzfurthner, Thomas Ballhausen).

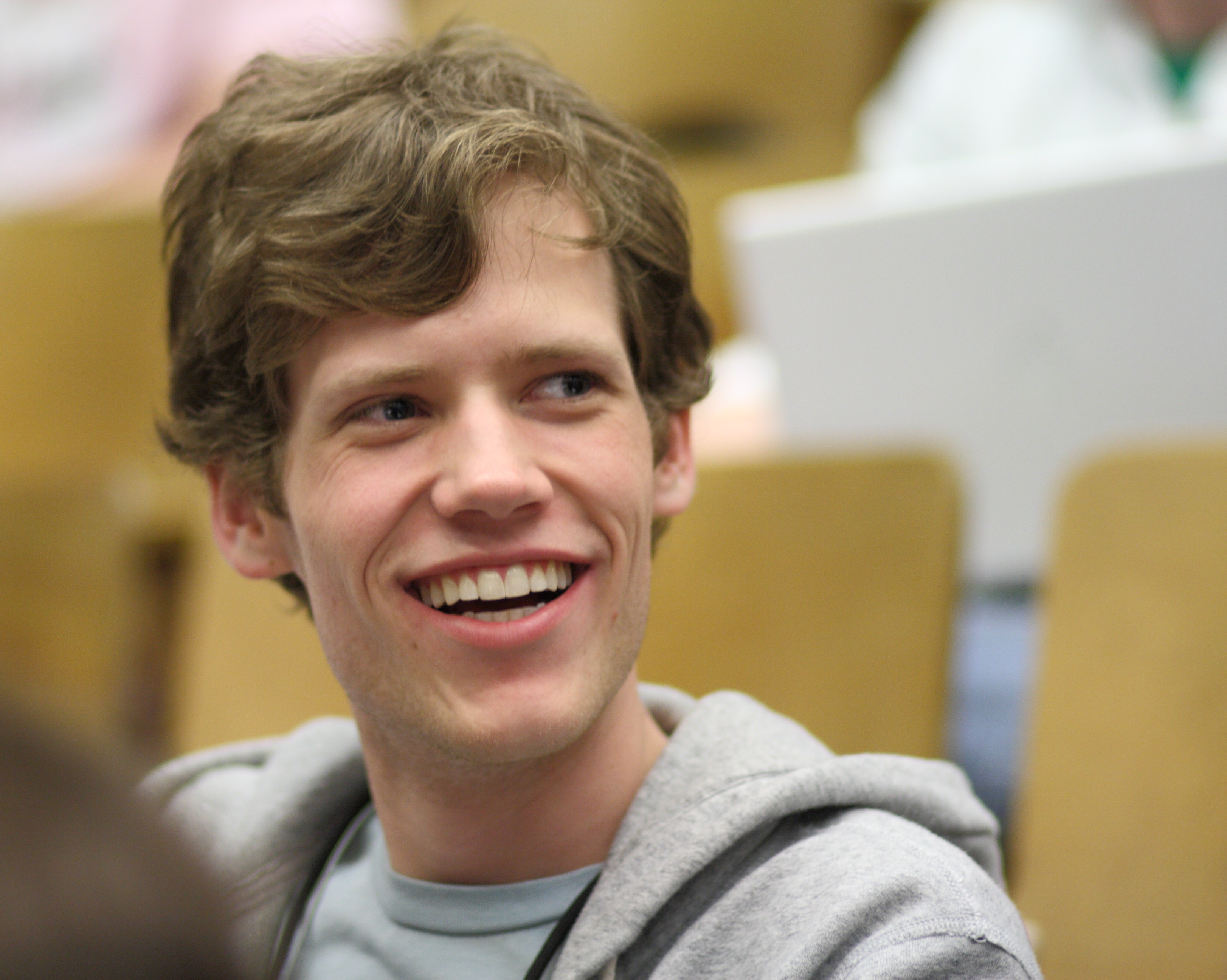
Poole a la ROFLCon II el maig de 2010

El 10 de febrer de 2010, Poole va parlar a la conferència TED2010 a Long Beach (Califòrnia). Va versar de la creixent prevalença d'identitats d'usuari persistents i de l'intercanvi d'informació personal en llocs com Facebook i Twitter i també va parlar del valor de la publicació anònima en llocs com 4chan. Fred Leal, del diari brasiler O Estado de S. Paulo, va dir que la seva inclusió a la conferència "indica que alguna cosa extraordinària està passant... [4chan] desafia totes les convencions d'Internet: és, per si sol, l'antítesi de Google, les xarxes socials, etc. i blocs".
En una entrevista del 2010, Poole va parlar de la seva creença en el valor de múltiples identitats, inclòs l'anonimat, en contrast amb la fusió d'identitats en línia i del món real que es produeix a Facebook i molts altres llocs de xarxes socials.

## Canvas
El 2010, es va informar que Poole va recaptar 625.000 dòlars per crear una nova empresa en línia, Canvas. El lloc web es va obrir el 31 de gener de 2011 i presentava imatges modificades digitalment penjades pels usuaris que han d'identificar-se mitjançant Facebook Connect. L'empresa va funcionar fins al gener de 2014, quan Poole va anunciar que Canvas i la seva funció DrawQuest deixarien de funcionar.

## Post-4chan
El gener de 2015, Poole va anunciar que renunciaria com a administrador de 4chan. El 23 de gener, va organitzar una darrera pregunta i resposta amb usuaris del lloc que utilitzaven el tauler /qa/ i YouTube per transmetre en directe. Això va suposar l'inici de la seva "jubilació" d'administrador i propietari del lloc web després d'onze anys i mig. Va començar un procés per passar el control del lloc a tres moderadors anònims de 4chan mentre buscava un comprador per al lloc web. El 21 de setembre de 2015, es va anunciar que Hiroyuki Nishimura, fundador del japonès BBS 2channel, prendria el relleu com a propietari del lloc.
El 7 de març de 2016, Poole va anunciar que havia estat contractat per Google, amb l'escriptora de The Guardian, Julia Carrie Wong, que va assenyalar l'especulació d'alguns que ajudaria amb la xarxa social Google+. Segons els informes, va ser contractat per ajudar la plataforma de xarxes socials a competir amb Facebook, encara que aquesta decisió va ser criticada per alguns després dels compromisos de Google per augmentar la diversitat i la inclusió en la seva força de treball. El 2018 va començar a treballar com a gerent de producte a la divisió de Google Maps. Va deixar Google el 13 d'abril de 2021, després de cinc anys a l'empresa.

## Assumptes legals
L'abril de 2010, Poole va donar proves en el judici de pirateria electrònica contra Sarah Palin, Estats Units d'Amèrica v. David Kernell, com a testimoni del govern. Com a testimoni, Poole va explicar al fiscal la terminologia utilitzada a 4chan, que anava des de "OP" fins a "lurker". També va explicar al tribunal la naturalesa de les dades donades a l'FBI com a part de l'ordre de cerca, inclòs com es poden identificar els usuaris de manera única a partir dels registres d'auditoria del lloc.
El novembre de 2012, Poole va enviar una carta de cessament i desistiment a Moot.It, una empresa emergent d'Internet.

## Identitat
Anteriorment conegut només com a moot, el nom de Poole es va revelar el 9 de juliol de 2008 a The Wall Street Journal. El mateix dia, Lev Grossman de Time va publicar una entrevista que descrivia la influència de Poole com a administrador no visible, com "un dels més [significatius]" en l'evolució de la col·laboració de continguts. Tot i que l'article de Grossman va començar amb la confessió que "ni tan sols conec el seu nom real", va afirmar que havia identificat moot com a Christopher Poole. Més tard, el 10 de juliol, Grossman va admetre que hi havia una possibilitat que Christopher Poole no fos el nom real de moot, més aviat una referència obscura a una broma interna de 4chan. El Washington Post va coincidir que "Christopher Poole" podria ser "un gran engany, un 'gotcha', ja que seria just el que esperaries del creador de 4chan". El març de 2009, Time va recular una mica en el tema de la identitat col·locant el personatge discutible a la llista de finalistes de Time 100 de 2009. Abans de les entrevistes a The Wall Street Journal i Time, moot va mantenir deliberadament la seva identitat real separada de 4chan. Va dir a Grossman: "La meva vida privada personal està molt separada de la meva vida a Internet... Hi ha un tallafoc entremig". Com a moot, ha parlat en conferències a la Universitat Yale i l'Institut Tecnològic de Massachusetts. Un article del 2008 al London Observer el va descriure com "l'emprenedor web més influent del qual mai no has sentit parlar", tot i que des d'aleshores se l'ha descrit en termes més limitats com un "benefactor".
El febrer de 2009, The Washington Post va informar que Poole havia assistit a la Virginia Commonwealth University durant uns quants semestres abans d'abandonar-la. Va informar que Poole vivia amb la seva mare mentre buscava una manera de guanyar diners amb la propietat de 4chan.